# Râul Archișel
Râul Archișel este un curs de apă, afluent al râului Groșeni. 

## Hărți
- Harta județului Arad
- Harta munții Apuseni